# Bezzimyia yepezi
Bezzimyia yepezi är en tvåvingeart som beskrevs av Thomas Pape och Arnaud 2001. Bezzimyia yepezi ingår i släktet Bezzimyia och familjen gråsuggeflugor.
Artens utbredningsområde är Venezuela. Inga underarter finns listade i Catalogue of Life.